# جون أ. سكوت
جون أ. سكوت (بالإنجليزية: John A. Scott)‏ (23 أبريل 1948)؛ شاعر وروائي أسترالي.